# Victoria Guerrero Peirano
Victoria Guerrero Peirano (Lima, 14 de marzo de 1971) es una escritora, investigadora, catedrática y activista feminista peruana. Doctora en Literatura Hispanoamericana por la Universidad de Boston y magíster en Estudios de Género por la Pontificia Universidad Católica del Perú, donde ejerce la docencia. Fundadora del Comando Plath y directora de la editorial Intermezzo Tropical.

## Biografía
Nació en 1971 en el Hospital Edgardo Rebagliati Martins, siendo aún sietemesina, lo que menciona en algunos de sus poemas. Vivió la mayor parte de su niñez y adolescencia en el Distrito de Magdalena del Mar. Estudió en la Pontificia Universidad Católica del Perú, donde obtuvo el Bachiller en Humanidades con mención en Lingüística y Literatura en 1995. 
Durante los años noventa, escribió algunos artículos sobre el revival de la música subterránea para la página Mundo joven del diario El Comercio, incluyendo entrevistas a Leuzemia y Rafo Raez. Hacia finales de los años 90 tuvo una librería en Quilca y se hizo fotógrafa en los conciertos de música subterránea. 

## Trayectoria literaria
Su trayectoria literaria comenzó en la década de 1990. Durante sus estudios de pregrado, obtuvo el Segundo Premio en los Juegos Florales de Poesía de la Pontificia Universidad Católica del Perú. Al año siguiente, publicó su primer libro: De este reino, el cual propone una relectura de varios personajes bíblicos que tuvieron alguna relación con el personaje de Jesús. Desde sus inicios, la poética de Guerrero está enmarcada entre el desencanto y la resistencia. En un testimonio compartido en el Primer Congreso Internacional de Poesía Peruana en el año 2007 la autora explica que ese periodo coincidió con el inicio del fujimorismo que sumió al Perú en un estado de represión que paralizó la actividad cultural en Lima.
Su posterior estancia en Estados Unidos influyó en su perspectiva sobre la situación política de su país y fue determinante en su poesía. En el extranjero, escribió dos poemarios y una novela, que sería publicada posteriormente. Sobre el poemario Ya nadie incendia el mundo, en particular, el crítico y poeta Luis Fernando Chueca explica que la poeta articula un intenso diálogo entre las circunstancias de la vida de la voz poética, claramente femenina, y las que el Perú venía atravesando en las últimas décadas.
Esos mismos años, fundó la revista Intermezzo Tropical con el poeta Enrique Bernales, la cual tuvo siete números entre los años 2003 y 2009. A partir de 2009, dirige la editorial con el mismo nombre. Hasta la fecha tiene 16 publicaciones, incluyendo poemarios y novelas.
A raíz de su primera visita a Berlín en el 2006, empezó a escribir el poemario Berlin. En este libro, la poeta establece vínculos entre Berlín y Lima, como ciudades con una historia que es el reflejo de constantes divisiones y desgarramientos, de muerte, pero también de luchas y revoluciones.
En 2013, reúne todos sus libros y los publica bajo el título Documentos de barbarie. Poesía 2002-2012. En palabras de la autora, correspondían a una etapa en la que lejos de la individualidad pretende conectar sus experiencias con el sentir de sujetos históricos. En una entrevista para la revista Vallejo & Co., la poeta explica que esas obras reflejan momentos de convulsión de la historia peruana a través del "uso del fragmento y un lenguaje poético impuro, poco lírico". La publicación obtuvo el Premio Pro Art, PUCP en 2014.
La publicación del libro En un mundo de abdicaciones en 2016 por el Fondo de Cultura Económica aportó a la internacionalización de su obra, además de su participación en festivales de poesía y literatura, así como ferias internacionales del libro en diversos países.
En 2019 aparecieron tres publicaciones; la reedición de Berlin en Madrid, la publicación de Diario de una costurera proletaria (que incluía una primera sección que ya se había publicado como plaqueta en una autoedición artesanal en 2013 y una segunda sección dedicada a las trabajadoras textiles que laboraban en terribles condiciones y a las fallecidas en el incendio de la fábrica de confección Triangle); y el libro híbrido de no ficción Y la muerte no tendrá dominio, publicado por el Fondo de Cultura Económica. Este último es considerado por Guerrero su libro más emocional, al partir de un hecho doloroso y traumático: la muerte de la madre. Según la poeta Becky Urbina, el libro intercala prosa poética, ensayo e incluso tintes teatrales, además de una importante carga visual, empezando por tener como título un texto tachado.
La obra poética de Victoria Guerrero reflexiona sobre los límites del lenguaje, la enfermedad, el cuerpo, la política y la estética; la relación entre poesía y acción; el diálogo entre la historia personal y la vida política del Perú. La escritora y docente peruana Ina Salazar considera su poética como un "arte de la incomplacencia".

### Incursión en el activismo
El Comando Plath nace el 29 de agosto de 2017 tras la denuncia de acoso que realizó la poeta Roxana Crisólogo en redes sociales. La escritora Victoria Guerrero creó un grupo virtual con el nombre de Comando Plath, junto a otras mujeres escritoras, artistas e intelectuales, hartas “de ser estereotipadas, invisibilizadas, violentadas y ridiculizadas”. Creado el grupo, se adhirieron unas 700 integrantes, lo cual reflejó la necesidad de muchas mujeres de agruparse contra prácticas discriminatorias de las que todas habían sido objeto. 
Una de las primeras acciones fue la creación colectiva del manifiesto ¿Cómo tira una poeta?, construido a partir de los insultos que cada una de las participantes había recibido en algún momento. Desde esta primera acción, el Comando Plath definió su campo de acción desde la escritura, la creación y la difusión del trabajo de escritoras peruanas. Luego de recibir ataques cibernéticos y siendo inmanejable el grupo con tantas participantes, se redujo el grupo pero se realizó cuatro manifiestos más, por lo general motivados como reacción a ciertos hechos de la coyuntura nacional. Además, se realizaron otras iniciativas de escritura, preparación de una bibliografía feminista, así como el recuento anual de publicaciones de escritoras peruanas “Escribimos, publicamos, existimos”, como una alternativa a las acostumbradas listas de fin de año para visibilizar el trabajo de las escritoras peruanas.

## Publicaciones

### Poesía
- De este reino (Lima: Ediciones Los Olivos, 1993)
- Cisnes estrangulados (Lima: autoedición, 1996)
- El mar, ese oscuro porvenir (Lima: Santo Oficio Editores, 2002)
- Ya nadie incendia el mundo[17][18][19] (Lima: Estruendomudo Editores, 2005)
- Berlin[8][20] (Lima: Intermezzo Tropical, 2011 / Santiago de Chile: Intermezzo Tropical, 2018)
- Cuadernos de quimioterapia (contra la poesía) (Lima: Paracaídas Editores, 2012)
- Diario de una costurera proletaria (Lima, plaqueta, 2013)
- Documentos de barbarie. Poesía 2002-2012 (Lima: Paracaídas Editores, 2013) Premio Pro Art, PUCP, 2014.
- Zurita+Guerrero (Guayaquil: Fondo de Animal Editores, 2014)
- En un mundo de abdicaciones (Lima: Fondo de Cultura Económica, 2016)
- Diario de una costurera proletaria (Lima, Máquina Purísima, 2019)
- Berlín (reedición) (Madrid: Esto no es Berlín - Pequeño Pato Salvaje, 2019) Proyecto ganador de Estímulos Económicos para la Cultura 2018 en la categoría de Publicación de Libros de Autores Peruanos en el Extranjero, otorgados por el Ministerio de Cultura (Perú).

### Narrativa
- Un golpe de dados. Novelita sentimental pequeño burguesa (Tijuana: Kodama Cartonera, 2015. Cusco: Ceques Eds., 2016. Trujillo: Ed. Trascender, 2017).

### No ficción
- Y la muerte no tendrá dominio (Lima: Fondo de Cultura Económica, 2019). Proyecto ganador de Estímulos Económicos para la Cultura 2018 en la categoría de Publicación de Libros Inéditos, otorgados por el Ministerio de Cultura (Perú).

### Publicaciones académicas
Sus publicaciones académicas están enfocadas en temas de poesía, género y memoria. Se menciona algunas de ellas a continuación:
- “Blanca Varela por Carmen Ollé y viceversa”. Nadie sabe mis cosas. Lima: Fondo Editorial del Congreso, 2007, pp. 337-342
- “Soles de la melancolía” (sobre Libro del Sol y otros poemas, de Josemári Recalde). Guaraguao, revista de literatura. Barcelona, 2010, pp.193-195.
- “El poeta en su diván: escritura y deseo en Aprendizaje de la limpieza de Rodolfo Hinostroza”. En Hinostroza Il miglior Fabrro. Lima: Universidad de Otawa, Universidad Nacional Mayor de San Marcos, 2011, pp. 133-141.
- “Género, violencia política y representación en la poesía de Róger Santiváñez: «The Xto. Insinuante» y Homenaje para iniciados”. En Góngora & Argot: ensayos sobre la poesia de Róger Santiváñez. (pp. 243-254) LIMA: Perro de ambiente editor, 2015.
- “Aplastar un pequeño insecto: observaciones sobre la autobiografía en ¿Por qué hacen tanto ruido? y la lucha por la identidad”. En Esta mística de relatar cosas sucias. Ensayos en torno a la obra de Carmen Ollé. (pp. 53-59) LIMA: CELACP. 2016.
- “Blanca   Varela,   se   necesita   el   don   para   entrar   en   la    charca”. Ideele, (263) 2016.